# Cladonia ochracea
Cladonia ochracea är en lavart som beskrevs av L. Scriba. Cladonia ochracea ingår i släktet Cladonia och familjen Cladoniaceae.   Inga underarter finns listade i Catalogue of Life.